# Richard Weinberger
Richard Weinberger est un nageur canadien spécialiste des épreuves de nage en eau libre, né le 7 juin 1990 à Moose Jaw. Il a notamment remporté la médaille de bronze du 10 km des Jeux de Londres en 2012.

## Palmarès

### Jeux olympiques
- Jeux olympiques de 2012 à Londres (Angleterre)
  -  Médaille de bronze du 10 km.